# Nino Jvania
Nino Jvania (georgisch ნინო ჟვანია, eigentlich: Nino Schwania; * 1975 in Tiflis, Georgien) ist eine georgische Pianistin.

## Leben
Nino Jvania erhielt bereits mit fünf Jahren den ersten Klavierunterricht, als sie in die „Experimentelle Musikschule für Begabte Kinder“ aufgenommen wurde. Von 1993 bis 1998 studierte sie an der Staatlichen W. Sarajishwili Musikhochschule Tiflis bei Nana Khubutia Klavier, unter ihrer Leitung wurde sie Preisträgerin einiger nationaler Wettbewerbe. Es umfasste die vier Disziplinen Solointerpretin, Begleiterin, Kammersolistin und Pädagogin. 1998 legte sie ihr Musikdiplom mit Auszeichnung ab und wechselte 2000 nach einem zweijährigen Aufbaustudium mit Schwerpunkt Solointerpretation als Stipendiatin des DAAD an die Robert Schumann Hochschule Düsseldorf zu Christian Beldi (Hauptfach Klavier, Nebenfach Musikwissenschaft; ab 2003 Aufbaustudium). Während des Studiums erhielt die Pianistin zweimal den Schmolz-Bickenbach-Förderpreis der Stadt Düsseldorf.
Seit 2000 nahm sie an den Stockhausen-Kursen teil und führte einige Klavierstücke unter der Klangregie von Karlheinz Stockhausen auf, das weckte in ihr ein großes Interesse an der Musik des 20. Jahrhunderts, besonders der Neuen Musik. Diese führte die Pianistin an den Internationalen Wettbewerb für Zeitgenössische Musik in Orléans, an dem sie mit 3 Preisen ausgezeichnet wurde, unter anderem mit dem 2. Preis. Im Jahr 2003 war sie eine Stipendiatin der Internationalen Ensemble Modern Akademie, nach der Rückkehr nach Georgien 2005 promovierte sie über Klaviermusik von Karlheinz Stockhausen. Gleichzeitig wurde sie bei der Staatlichen Musikhochschule Tiflis als Assistenzprofessorin angestellt.
Nino Jvania ist Mitglied der „Assoziation der Jungen Georgischen Komponisten und Musikwissenschaftler“ und hat in 3 Filmen im Georgischen Fernsehen über georgische Volkslieder mitgewirkt („Trio mit den beiden Geschwistern“).

## Preise
- 1995: 2. Preis Klavierbegleiter-Wettbewerb, Tiflis
- 1997: 2. Preis Etude-Wettbewerb, Tiflis
- 2000: Schmolz-Bickenbach-Preis (Kammermusik), Robert Schumann Hochschule Düsseldorf
- 2001: Schmolz-Bickenbach-Preis (Solistin), Robert Schumann Hochschule Düsseldorf
- 2002: 2. Preis Internationaler Wettbewerb für Zeitgenössische Musik, Orléans
- 2002: 1. Preis für Begleitung, Internationaler Wettbewerb für Zeitgenössische Musik, Orléans
- 2002: 1. Preis für ein zeitgenössisches Werk aus der 2. Hälfte des 20. Jahrhunderts, Internationaler Wettbewerb für Zeitgenössische Musik, Orléans